# Neivamyrmex melanocephalus
Neivamyrmex melanocephalus (лат.) — вид кочевых муравьёв рода Neivamyrmex из подсемейства Ecitoninae (Formicidae). Известны только рабочие.

## Распространение
Новый Свет: Северная Америка (США, Мексика).

## Описание
Длина рабочих от 4,5 до 5,5 мм. Описаны в 1895 году итальянским мирмекологом Карло Эмери под первоначальным названием Eciton melanocephalus и только по рабочей касте. Отличаются двуцветной окраской (красновато-чёрной) и отсутствием субпетиолярного выступа (или он очень мелкий в виде зубца), морщинисто-гранулированным мезонотумом. Основная окраска красновато-коричневая, голова и брюшко до чёрного. Усики рабочих 12-члениковые. Нижнечелюстные щупики 2-члениковые, нижнегубные щупики состоят из 2—3 сегментов. Мандибулы треугольные. Глаза отсутствуют или редуцированы до нескольких фасеток. Оцеллии и усиковые бороздки отсутствуют.  Коготки лапок простые без дополнительных зубцов на вогнутой поверхности. Проподеум округлый, без зубцов. Дыхальца заднегруди расположены в верхнебоковой её части или около средней линии проподеума. Голени средних и задних ног с одной гребенчатой шпорой. Стебелёк между грудкой и брюшком у рабочих состоит из двух члеников. Жало развито. Возможно самцы Neivamyrmex mandibularis принадлежат виду N. melanocephalus или виду Neivamyrmex graciellae.
Ведут кочевой образ жизни. Постоянных гнёзд не имеют, кроме временных бивуаков. 

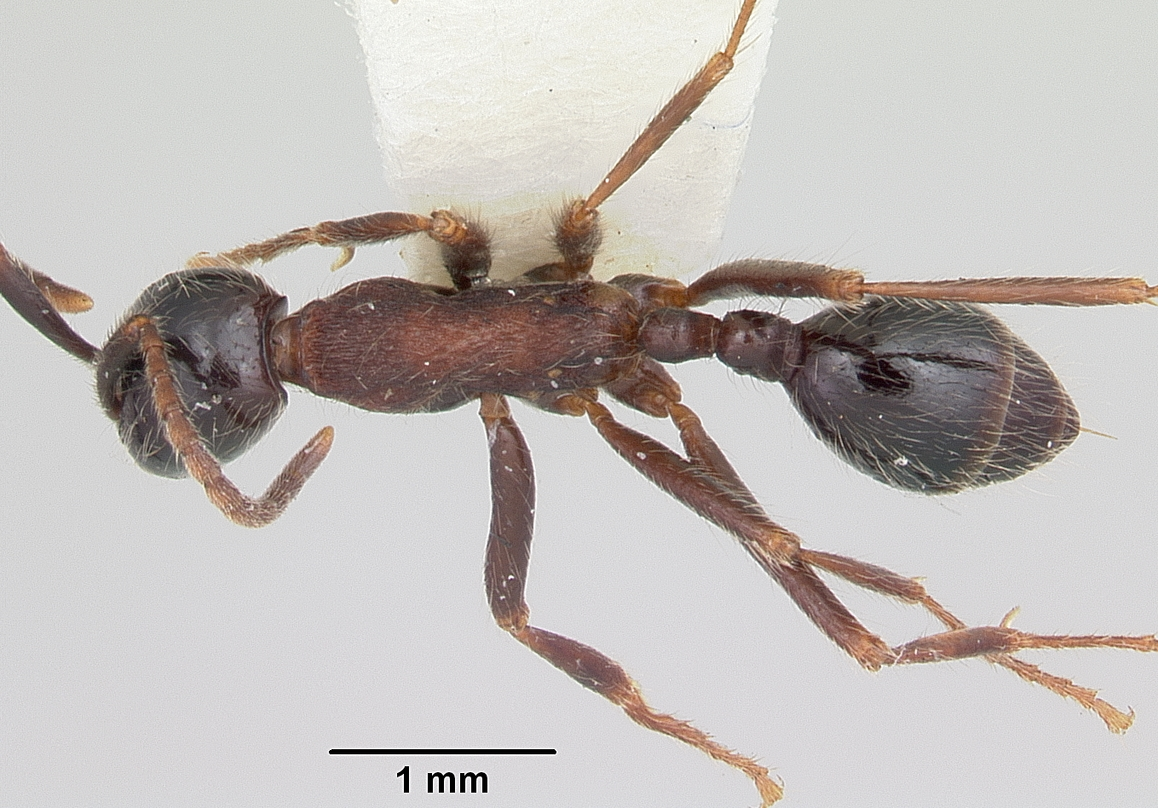
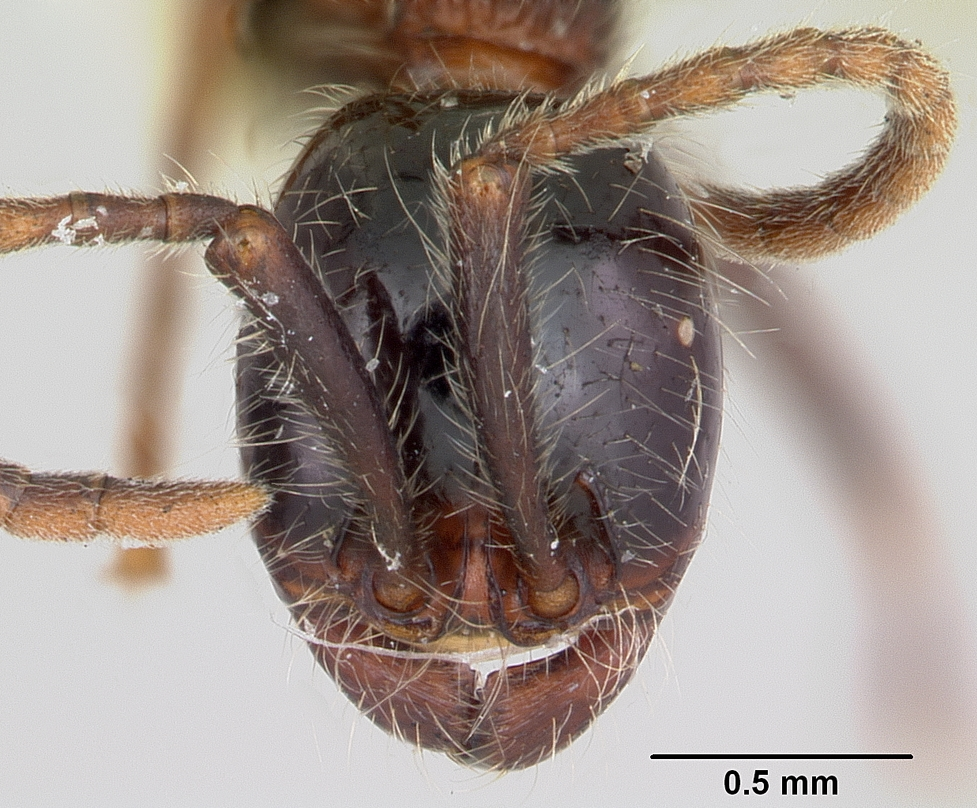